# Max Planck-institutet för utomjordisk fysik

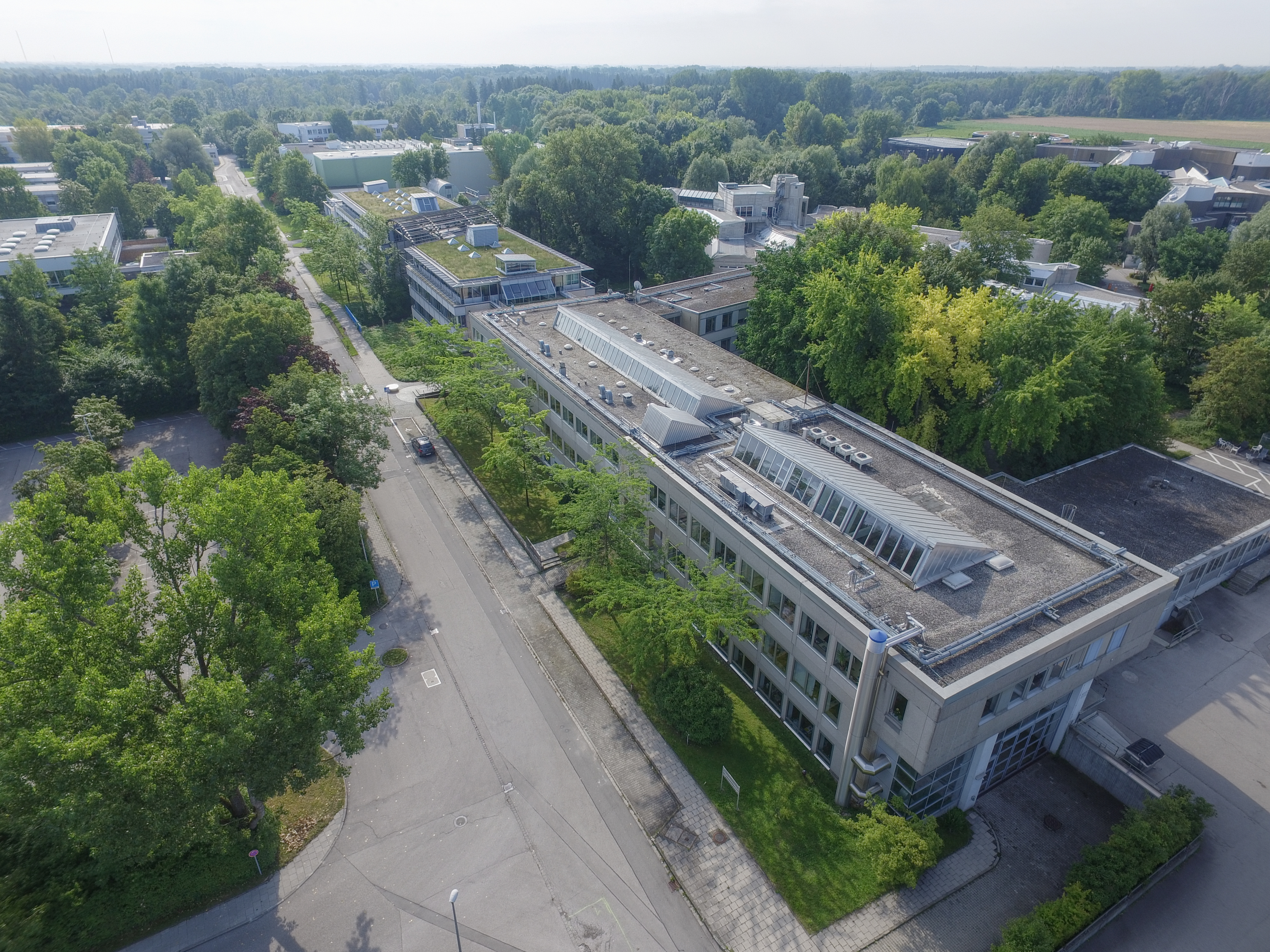
Max Planck-institutet för utomjordisk fysik

Max Planck-institutet för utomjordisk fysik är ett Max Planck-institut beläget i Garching, nära München i Tyskland.
Forskningsinstitutet bedriver främst astrofysisk forskning med rymdbaserade teleskop. Man studerar till stor del svarta hål, både i och utanför vår galax. Institutet byggde och kontrollerade röntgensatelliten ROSAT, vilken var aktiv 1990–1999.
1991 delades Max Planck-institutet för fysik och astrofysik upp i tre; Max Planck-institutet för utomjordisk fysik, Max Planck-institutet för fysik och Max Planck-institutet för astrofysik. Max Planck-institutet för utomjordisk fysik grundades först som ett underinstitut år 1963.